# Хоаноциты

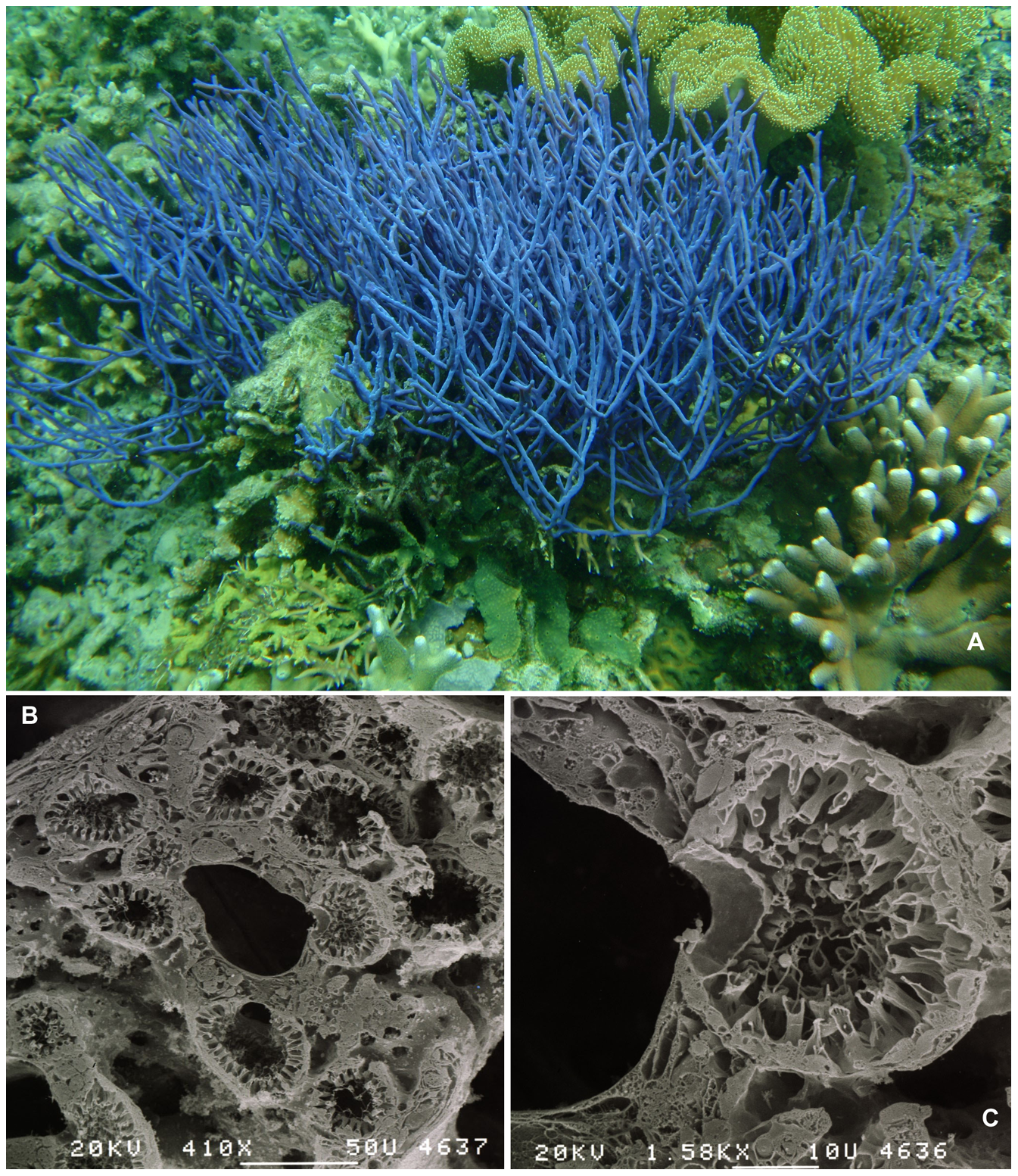
Детальное строение хоаноцитных камер обыкновенной губки Callyspongia samarensis. Микрофотографии получены с помощью сканирующего электронного микроскопа

Хоаноци́ты — клетки губок, снабжённые жгутиком, окружённым воротничком микроворсинок (микровиллей). Хоаноциты образуют хоанодерму, играют ключевую роль в фильтрационном питании губок.

## Морфология
Длина микровиллей составляет 2/3 длины жгутика. В отличие от пинакоцитов, хоаноциты могут быть цилиндрическими, кубическими, трапециевидными или немного уплощёнными. Хоаноциты — очень маленькие клетки, достигают всего 2—10 мкм в диаметре. Микровилли соединены между собой нитями протеогликанов (гликокаликс), которые образуют ячейки размером около 40 нм², это мельчайшая площадь, через которую вода проходит в теле губки. У пресноводных губок слой гликокаликса формирует некоторое подобие уплотнителя, который занимает пространство между соседними воротничками на высоте 2—3 мкм над поверхностью клеток; подобные структуры имеются и у некоторых морских обыкновенных губок. Жгутик хоаноцита отходит от небольшого бугорка или кольцевидного выпячивания на поверхности клетки. Его аксонема имеет типичное для эукариот строение. Базальное тельце включает две центриоли, расположенные перпендикулярно или под косым углом друг к другу. Аппарат Гольджи может располагаться между центриолями и ядром или сбоку от ядра, где он залегает апикально. Воротничок состоит из 25—50 микровиллей, которые соединены между собой тонкими тяжами или ячеистой сетью цитоплазматических выростов. В хоаноцитах хорошо развит цитоскелет, включающий F-актин и миозин. В зависимости от условий обитания губки, её физиологического состояния или стадии онтогенеза форма хоаноцитов может варьировать. Биение жгутика хоаноцита создаёт область низкого давления у его основания, и туда устремляется вода, попутно проходя через воротничок микровиллей и оставляя на них пищевые частицы. Далее вода движется вдоль жгутика хоаноцита и покидает его.

## Функционирование
Хоаноциты объединяются в хоаноцитные (жгутиковые) камеры, которые у обыкновенных губок подстилаются внеклеточным матриксом, содержащим коллаген. У Homoscleromorpha хоанодерма, как и пинакодерма, подстилается настоящей базальной пластинкой с коллагеном IV типа. У многих обыкновенных губок хоаноциты связаны друг с другом и заякориваются во внеклеточном матриксе посредством цитоплазматических выростов, отходящих от их базальных частей. У некоторых Homoscleromorpha, а также известковой губки Sycon coatum хоаноциты связаны десмосомоподобными контактами, но у остальных губок они контактируют по принципу простого прилегания в базальной или средней части клетки. У обыкновенных губок в одной жгутиковой камере находится 50—200 хоаноцитов, у стеклянных губок — 200—300, а у сиконоидных известковых губок до 1000. В хоаноцитной камере микровилли и жгутики каждого хоаноцита направлены к выходу из камеры. Проходящая через камеру вода заходит через микровилли к основанию каждого жгутика, далее выходит в полость камеры и покидает её.
Хоаноциты — одни из наиболее хорошо изученных клеток губок. Они могут дифференцироваться в сперматоциты и даже ооциты. Некоторые исследования показали, что хоаноциты могут превращаться и в археоциты, поэтому их можно рассматривать как стволовые клетки. В тех случаях, когда хоаноциты дают начало сперме, трансдифференцировке подвергается вся популяция хоаноцитов одной камеры. При этом их численность увеличивается, воротнички микровиллей утрачиваются, ядерный материал уплотняется и тело клетки перестраивается в сперматические цисты. У губок, появившихся из геммул или агрегаций разъединённых клеток, хоаноциты образуются из археоцитов, причём сначала появляется жгутик, а потом воротничок микровиллей. Если же хоаноциты образуются из ресничных клеток личинок, то сначала реснички вворачиваются в клетку, их аксонемы разбираются на димеры тубулина, которые потом собираются в жгутик; далее появляется венчик микровиллей. У личинок, имеющих хоаноциты, микровилли утрачиваются при метаморфозе и вновь появляются тогда, когда хоаноциты из маленьких личиночных хоаноцитных камер перебираются в хоаноцитные камеры взрослой губки. Таким образом, хоаноциты весьма пластичны и могут легко повергаться дедифференцировке и редифференцировке. Было показано, что хоаноциты в больших количествах экспрессируют белок аннексин, который участвует в клеточной адгезии, подвижности, эндоцитозе и везикулярном транспорте.

## Образование
Кругооборот хоаноцитов происходит очень быстро. Было показано, что у губки Hymeniacidon synapium жизненный цикл одного хоаноцита составляет 20 часов, у Baikalospongia bacillifera 15 часов, а у Halisarca caerulea всего 5,4 часа (для сравнения, кишечные эпителиальные клетки млекопитающих обновляются каждые 3—60 дней). Они заменяются быстрее, чем какие-либо другие клетки в теле губки. Это говорит о том, что существует популяция стволовых клеток (по-видимому, археоцитов), которые постоянно дают начало новым хоаноцитам. Кроме того, в отличие от пинакоцитов, хоаноциты постоянно делятся. Судя по всему, хоаноциты очень быстро и легко повреждаются, а благодаря маленьким размерам их замена не обременительна для губки. Было показано, что один археоцит может дать начало как минимум 30 хоаноцитам.